# Prototricoma dherdei
Prototricoma dherdei is een rondwormensoort uit de familie van de Desmoscolecidae. De wetenschappelijke naam van de soort is voor het eerst geldig gepubliceerd in 1978 door Decraemer.